# Nigina Sharipova
Nigina Shavkatovna Sharipova (* 10. August 1995 in Buxoro) ist eine ehemalige usbekische Leichtathletin, die sich auf den Sprint spezialisiert hat.

## Sportliche Laufbahn
Erste internationale Erfahrungen sammelte Nigina Sharipova bei den Hallenasienmeisterschaften 2014 in Hangzhou, bei denen sie im Vorlauf über 60 Meter ausschied. Bei den Juniorenasienmeisterschaften in Taipeh gewann sie in 24,24 s die Bronzemedaille im 200-Meter-Lauf und belegte über 100 Meter in 11,87 s den fünften Platz. Über 200 Meter qualifizierte sie sich damit für die Juniorenweltmeisterschaften in Eugene, bei denen sie aber mit 24,68 m im Vorlauf ausschied. 2016 nahm sie über 100 und 200 Meter an den Olympischen Spielen in Rio de Janeiro teil, schied aber in beiden Disziplinen in der Vorrunde aus. 2017 gewann sie bei den Islamic Solidarity Games in Baku die Bronzemedaille im 200-Meter-Lauf sowie Silber über 100 Meter. Kurz darauf nahm sie an den Asienmeisterschaften in Bhubaneswar teil und belegte dort den fünften Platz über 100 Meter und schied über 200 Meter in 23,97 s in der Vorrunde aus. Anfang September belegte sie bei den Asian Indoor & Martial Arts Games in Aşgabat ebenfalls den fünften Platz über 60 Meter. 2018 nahm sie an den Hallenasienmeisterschaften in Teheran teil und belegte dort in 56,29 s Platz vier über 400 Meter. Ende August nahm sie erstmals an den Asienspielen in Jakarta teil und belegte über 100 Meter in 11,45 s den siebten Platz und wurde im 200-Meter-Lauf in 23,32 s Vierte. Im Jahr darauf belegte sie bei den Asienmeisterschaften in Doha in 11,41 s und 23,29 s die Ränge vier und fünf über 100 und 200 Meter. 2020 wurde sie wegen eines Dopingverstoßes gesperrt und all ihre Resultate ab dem 16. Mai 2017 bei den Islamic Solidarity Games annulliert. 2022 bestritt sie wieder Wettkämpfe, beendete im selben Jahr aber ihre aktive sportliche Karriere.
2014 und 2017 wurde Sharipova Usbekische Meisterin im 100-Meter-Lauf sowie 2017 auch über 200 Meter. In der Halle wurde sie 2018 Meisterin über 60 Meter. Sie absolvierte ein Lehramtsstudium für Sport an der Bukhara State University. Ihr Vater und Trainer Shavkat Sharipov war ebenfalls als Sprinter aktiv.

## Persönliche Bestleistungen
- 100 Meter: 11,31 s (+0,8 m/s), 24. Mai 2016 in Almaty
  - 60 Meter (Halle): 7,58 s, 18. Februar 2017 in Öskemen
- 200 Meter: 23,17 s (+1,5 m/s), 18. Juni 2016 in Bischkek